# Luís Alberto (ur. 1954)
Luís Alberto, właśc. Luís Alberto Rocha Pirola (ur. 8 lipca 1954 w Araraquarze) – piłkarz brazylijski, występujący na pozycji napastnika.

## Kariera klubowa
Zawodową karierę piłkarską Luís Alberto rozpoczął w klubie Fluminense FC w 1973 roku. We Fluminense 16 grudnia 1973 w zremisowanym 1-1 wyjazdowym meczu z Cruzeiro EC Luís Alberto zadebiutował w lidze brazylijskiej. W 1975 krótko występował Desportivą Cariacica, by powrócić do Fluminense, gdzie występował w latach 1976–1977. Z Fluminense trzykrotnie zdobył mistrzostwo stanu Rio de Janeiro – Campeonato Carioca w 1973, 1975 i 1976 roku.
W latach 1979–1980 był zawodnikiem Comercialu Ribeirão Preto. W barwach Comercialu Luís Alberto wystąpił ostatni raz w lidze brazylijskiej 5 grudnia 1979 w przegranym 0-2 meczu z CR Flamengo. Ogółem w latach 1973–1979 w I lidze wystąpił w 33 meczach, w których strzelił 6 bramek.

## Kariera reprezentacyjna
Luís Alberto występował w olimpijskiej reprezentacji Brazylii. W 1975 roku zdobył z nią złoty medal Igrzysk Panamerykańskich. Na turnieju w Meksyku wystąpił w trzech meczach z Kostaryką, Nikaraguą (4 bramki) i Meksykiem.